# Bydele i Københavns Kommune
Bydele i Københavns Kommune er officielt 10 administrative bydele med tilhørende lokaludvalg. Desuden findes der funktionelle bydele og kvarterer i Københavns Kommune.

## Administrative bydele
Kommunens administrative bydele er Indre By, Vesterbro/Kongens Enghave, Nørrebro, Østerbro, Amager Øst, Amager Vest, Valby, Bispebjerg, Vanløse og Brønshøj-Husum. De administrative bydele benyttes primært i forbindelse med statistik, planlægning og lokalpolitiske forhold. Den nuværende bydelsinddeling har fungeret siden 2007.

Hver bydel er inddelt i 4-11 kvarterer. Således er Københavns Kommune inddelt i i alt 67 kvarterer.

### Lokaludvalg
Hver bydel har sit eget lokaludvalg, med to undtagelser. Indre By har har også et lokaludvalg for Christianshavn, mens Vesterbro/Kongens Enghave har lokaludvalg for Vesterbro og Kongens Enghave, således er der i alt 12 lokaludvalg. Hvert lokaludvalg har 25 medlemmer. Heraf er 10 medlemmer politisk udpegede af de politiske partier i Københavns Borgerrepræsentation, mens de resterende 15 medlemmer repræsenterer lokale foreninger og beboere. De første lokaludvalg blev oprettet i 2006, hvor Valby, Østerbro og Vanløse fik lokaludvalg. De nuværende 12 lokaludvalg har alle eksisteret siden udgangen af 2008.

## Funktionelle bydele
Udover de officielle administrative bydele, så findes også nogle funktionelle bydele[kilde mangler]. Nordvestkvarteret der i praksis er synonymt med postnummerdistriktet Nordvest er et hyppigt benyttet navn for en funktionel bydel, der primært består af Bispebjerg-bydel, men også af mindre dele af Vanløse og Nørrebro bydele.
Øvrige funktionelle bydele er Islands Brygge, Ørestad, Christianshavn, Vesterbro, Kongens Enghave og Grøndal.

## Historie

### 1997-2001
I denne periode blev der eksperimenteret med at lægge mere administration og medfølgende økonomi ud i bydelsråd i fire bydele: Valby, Kgs. Enghave, Nørrebro og Østerbro. Bydelsrådene var dog præget af flere skandaler. I 2000 var der en afstemning om bydelsrådene skulle fortsætte, hvilket samlet blev et nej. Valby stemte dog ja og nogle politikere mente at de skulle have tilbuddet om at stemme om at blive en selvstændig kommune.

### 2002-2007
Tidligere fandtes en anden inddeling med i alt 15 administrative bydele, som fungerede fra 2002-2007. Bydelene var: Bispebjerg, Brønshøj-Husum, Christianshavn, Indre By, Indre Nørrebro, Indre Østerbro, Kongens Enghave, Sundbyvester, Sundbyøster, Vesterbro, Ydre Nørrebro, Ydre Østerbro, Valby, Vanløse, Vestamager.